# Северный (Клявлинский район)
Северный (чув. Северный) — опустевший посёлок в Клявлинском районе Самарской области в составе сельского поселения Чёрный Ключ.

## География
Находится на расстоянии примерно 10 километров по прямой на северо-запад от районного центра железнодорожной станции Клявлино.

## История
Поселок был основан в начале XX века переселенцами из села Усакла. На территории поселка имелась животноводческая ферма колхоза «Путь Ленина». 

## Население
Постоянное население составляло 18 человек (чуваши 56%, русские 33%) в 2002 году, 0 в 2010 году.